# Martin Geistbeck
Martin Geistbeck (* vor 1937; † nach 1966) war ein deutscher Turner.
Sein Heimverein war der TSV 1860 München. Neben seinen Vereinskollegen Gustav Schmelcher und Innozenz Stangl gehörte er zur Olympiakernmannschaft. 1937 gewann er die Deutsche Turnvereinsmeisterschaft mit der Mannschaft des TSV. Im Folgejahr nahm er an der Österreichreise der Deutschlandriege teil.
Von Beruf war Geistbeck kaufmännischer Angestellter und wohnte in München ab 1937 in der Auenstraße 21 a, einem vereinseigenen Gebäude. Dort blieb er auch nach dem Zweiten Weltkrieg weiterhin wohnhaft.